# Janvier 2011

## Actualités: faits marquants

### 1erjanvier(samedi)
- En France, plus de 750 millions de SMS ont été recensés durant la nuit du 31 décembre au 1er janvier, dont 400 millions pour SFR et 240 millions pour Bouygues[1].
- En Suisse, 17,5 millions de SMS en une nuit ont été envoyés durant la nuit du 31 décembre au 1er janvier[2].
- Entrée de l'Estonie dans la zone euro faisant de ce pays le 17e pays à être inclus dans cette union européenne[3].
- Investiture de Dilma Rousseff en tant que présidente de la république fédérative du Brésil[4].
- Aux États-Unis, investiture des députés de la chambre des représentants et des sénateurs élus le 2 novembre dernier lors des mid-terms dites élections de mi-mandat[5].
- En Égypte, un attentat à la bombe devant une église copte à Alexandrie, tuant au moins 21 personnes. Une dispute entre chrétiens et musulmans a été reportée[6].
- Aux États-Unis, 6 morts et des dizaines de blessés retrouvés après le passage d'une tornade dans les États du sud. Également, des milliers d'oiseaux retrouvés morts en Arkansas après le passage de la tornade[7],[8],[9].
- La taxe de vente du Québec (TVQ) augmente de 1 % cette année[10].
- Laurent Gbagbo affirme une nouvelle fois qu'il ne quittera pas sa place dans le gouvernement en Côte d'Ivoire[11].

### 2 janvier(dimanche)
- Recueillement de François Fillon en Égypte à Alexandrie après l'explosion d'une bombe devant une église copte[12].
- Acquisition définitive des chaînes télévisées TMC et NT1 par la chaîne française TF1[13].

- Une hausse du prix du carburant attendue en Bolivie[14].
- 200 000 personnes touchées par des inondations dans la région du Queensland en Australie[15].
- En Espagne, une loi anti-tabac plus stricte a été mise en vigueur[16].
- Un séisme de magnitude 7,1 s'est produit dans le centre du Chili, à l'intérieur des terres, à 171 km au Sud de Concepción[17].

### 3 janvier(lundi)

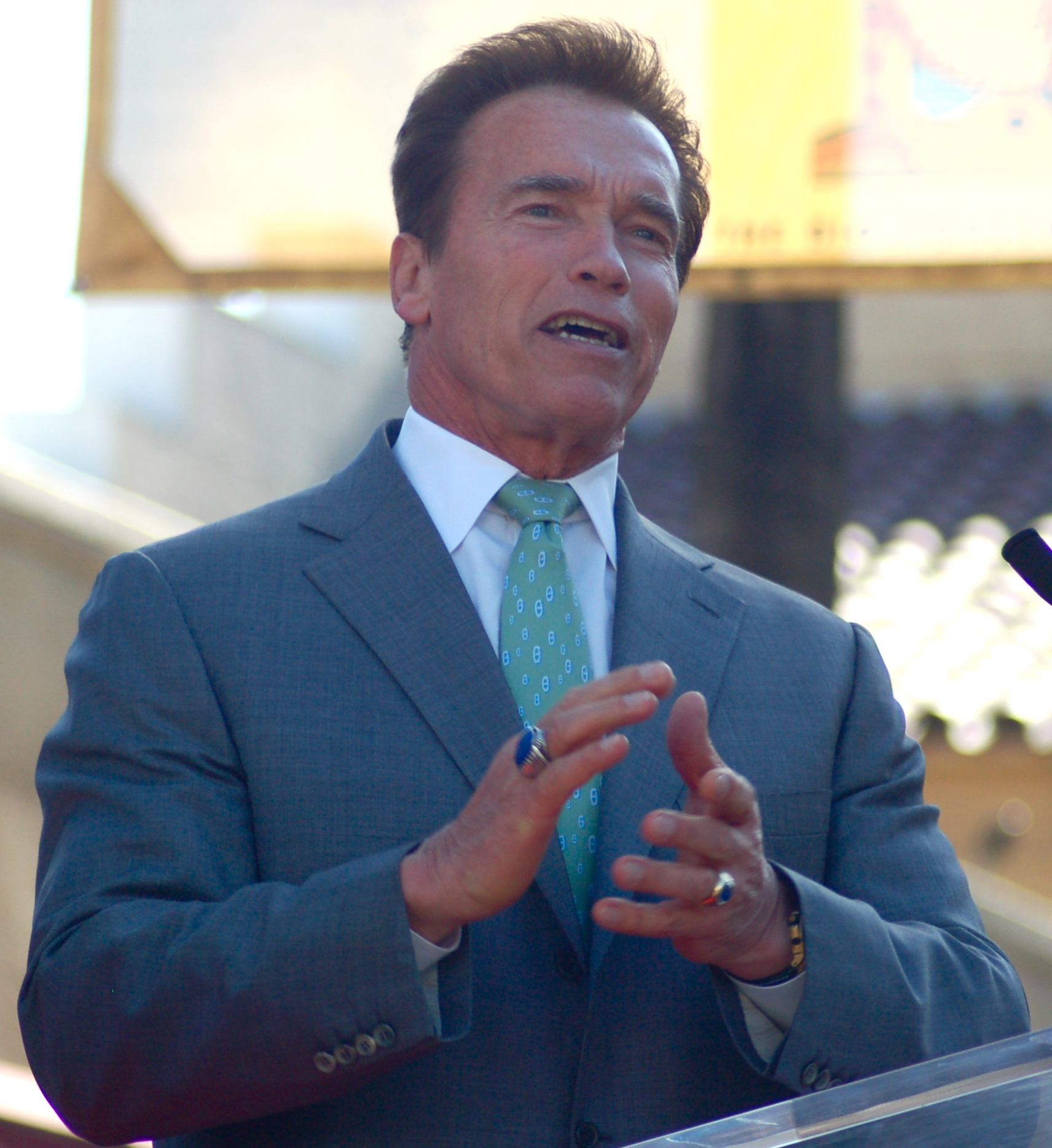
Arnold Schwarzenegger quitte le gouvernement de Californie le 3 janvier 2011.

- Un affrontement entre chrétiens coptes et forces de l'ordre au Caire et à Alexandrie, en Égypte, durant lequel les minorités chrétiennes d'Égypte exigent plus de protections depuis l'attentat devant une église copte ayant tué 21 personnes[18],[19].
- Le gouvernement australien annonce une indemnisation de 100 millions de dollars aux victimes des inondations[20].
  - 3 morts ont été déplorés en 48 heures depuis le commencement des inondations à Queensland, en Australie[21].
- Le gouvernement du Sri Lanka étudie certaines requêtes concernant l'interdiction éventuelle du port de la minijupe à la suite de plusieurs plaintes[22].
- Aux États-Unis, des scientifiques rapportent la mort soudaine de plus de 5 000 carouges à épaulettes tombés mystérieusement du ciel en Arkansas[23],[24].
  - Arnold Schwarzenegger (Governator) quitte ses fonctions après 7 ans à la tête du gouvernement de Californie, laissant place à Jerry Brown[25].
  - Le réseau social Facebook reçoit 500 millions de dollars d'investissement[26].
- Premier décès de l'année dû à la grippe H1N1 en Suède[27].
- La Chine affirme avoir mis au point un procédé en tant que solution contre la pénurie d'uranium[28].

### 4 janvier(mardi)
- Éclipse partielle vue au lever du soleil ce matin depuis l'Europe et l'Afrique du Nord[29].
- Salmaan Taseer, gouverneur de la principale province du Pakistan, le Pendjab, assassiné à Islamabad par l'un de ses gardes du corps[30].
- La Grèce menace d'ériger une clôture le long de sa frontière avec la Turquie pour empêcher le flux migratoire envers l'Europe[31].
- En Australie, les inondations du Queensland se multiplient et le gouvernement australien craint pour son économie[32].
  - Des serpents et crocodiles menacent les 75 000 habitants de Rockhampton dans le nord-est du pays[33].
- La Russie tente de dégager cinq navires, avec à leur bord plus de 500 personnes, pris dans la glace en mer d'Okhotsk[34].
- Une jeune canadienne âgée de 10 ans, Kathryn Aurora Gray, passionnée en astronomie, découvre une supernova[35].
- Un homme âgé de 51 ans, Cornelius Dupree, disculpé d'un viol et d'un braquage, après 30 années de prison, par test ADN[36].
- De nombreux internautes du site 4chan déclarent la guerre aux sites français[37].

### 5 janvier(mercredi)
- Pluie d'une centaine d'oiseaux, des choucas, retrouvés morts en Suède[38].
- Rapport d'une agression à Vitry-sur-Seine au lycée polyvalent Adolphe-Chérioux, en France. Un adolescent âgé de 17 ans blessé au visage à coups de couteau à lame rétractable[39].
  - Rapport de 433 000 victimes de la grippe en deux semaines[40].
  - En Guadeloupe, une pluie diluvienne depuis le 4 janvier. Cinq personnes retrouvées mortes[41].
- Hatem Ben Arfa signe jusqu'en 2015 avec Newcastle[42].
- Un étudiant de Millard South High School, à Omaha, Nebraska, aux États-Unis, tire sur une principale adjointe et blesse le principal avant de se donner la mort avec son pistolet[43].
- Le Championnat du monde junior de hockey sur glace 2011 se termine avec la défaite du Canada par la Russie, 5-3, marquant la première médaille d'or que n'avait obtenue la Russie depuis 2003[44].
- Au Mali, un homme d'origine tunisienne a été arrêté après avoir jeté un explosif devant l'Ambassade de France basée dans le pays. L'homme fait apparemment partie de la branche maghrébine d'Al-Qaïda[45].

### 6 janvier(jeudi)
- Au Québec, le prix du litre d'essence ordinaire fait un grand bond de 12 cents en moyenne à Montréal et à Laval[46].
  - Incendie criminel au salon funéraire des Rizzuto de Saint-Léonard, à Montréal. Un cocktail Molotov lancé par deux personnes serait à l'origine de cet incendie[47].
- Royaume-Uni : lancement du HMS Ambush, second sous-marin nucléaire d'attaque de la Classe Astute[48].

### 7 janvier(vendredi)
- Un attentat-suicide fait 17 morts et 23 blessés à Kandahâr, en Afghanistan. Les talibans revendiquent cette attaque[49].
- Les ambassadeurs du Canada et du Royaume-Uni refusent de reconnaître Alassane Ouattara comme étant le président rentrant en Côte d'Ivoire[50].
- Le Chili reconnaît la Palestine comme État « indépendant »[51].
- La Tunisie et l'Algérie en proie à de violentes émeutes et de manifestations contre les conditions de vie[52].
- Deux policiers roumains suspendus pour avoir exposé des photos sexy de leurs femmes en uniforme sur le réseau social Facebook[53].
- Un soldat de Tsahal tué par un "tir ami" près de Gaza[54].

### 8 janvier(samedi)

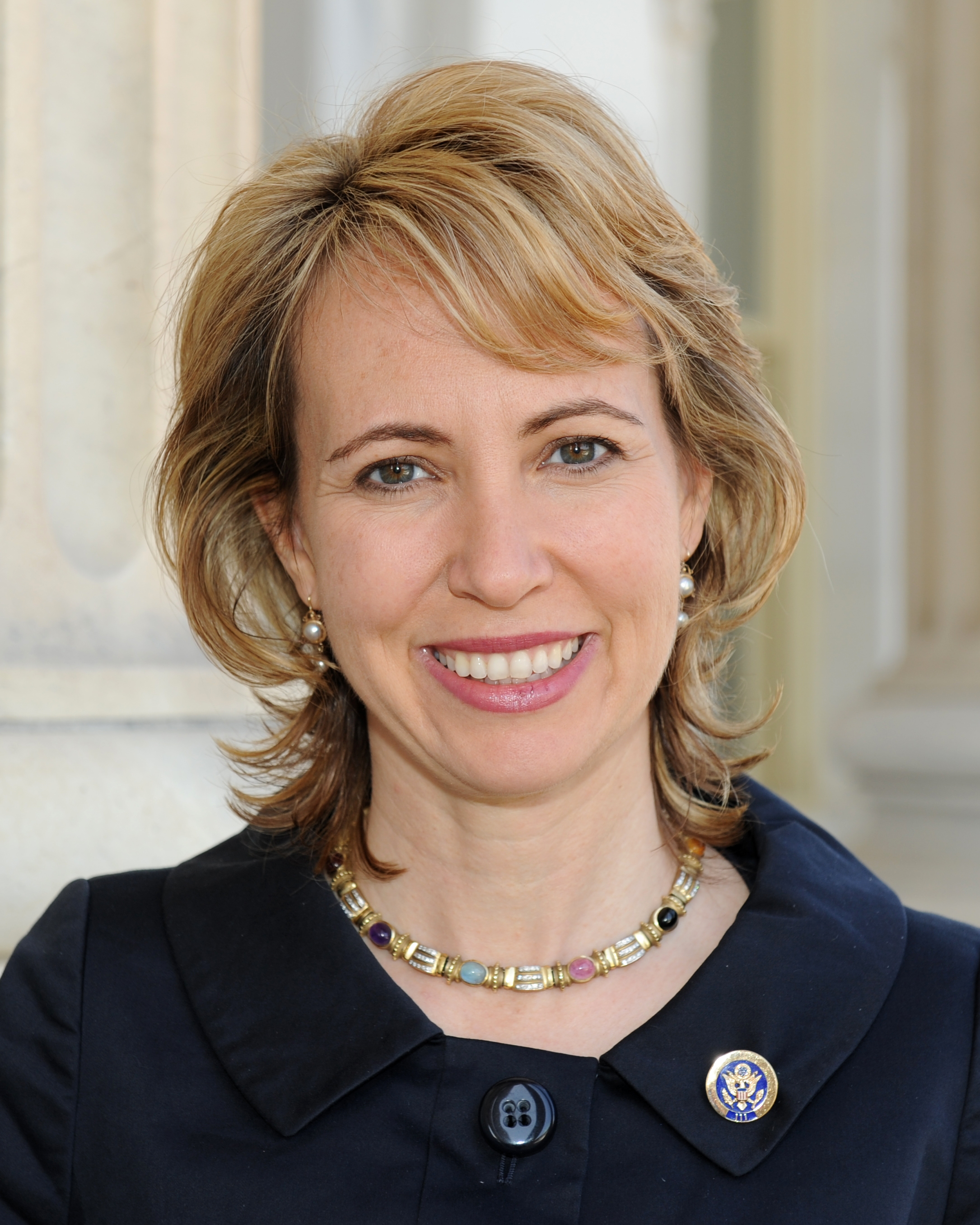
Gabrielle Giffords.

- Exécution des 2 otages français Antoine de Léocour et Vincent Delory retenus au Niger par AQMI (Al-Qaïda au Maghreb islamique)[55]. Alain Juppé est envoyé au Niger[56].
- Rapport de 660 kilogrammes de cannabis saisis par la police mardi dans un pavillon du Val-d'Oise[57].
- Fusillade mortelle à Tucson, aux États-Unis. Un homme ouvre le feu et tue plusieurs personnes ; la députée Gabrielle Giffords, cible vraisemblable de l'assaillant, est touchée à la tête et grièvement blessée[58]. L'auteur, âgé de 22 ans, Jared Lee Loughner, était précédemment connu des services de polices.

### 9 janvier(dimanche)
- Début du référendum d'autodétermination du Soudan du Sud[59].
- Aux États-Unis, un chien border collie surdoué capable d'apprendre les noms de 1 022 objets[60].
- Christine Hulne, la cavalière de 43 ans disparue depuis le 2 janvier, retrouvée morte en forêt de Rambouillet, à Milon-la-Chapelle, dans les Yvelines[61].

### 10 janvier(lundi)
- Découverte de la planète tellurique Kepler-10b, la plus petite connue en dehors du système solaire[62].
- 640 000 personnes fichées sur WikiLeaks[63].
- Un paysan palestinien de 65 ans tué par des tirs de l'armée israélienne dans le nord de la bande de Gaza[64].
- L'argentin Lionel Messi gagne le Ballon d'or[65].

### 11 janvier(mardi)
- 10 nouvelles victimes des inondations au Queensland confirmées en Australie.
- Un héros de manga inspire une vague de dons anonymes au Japon[66].

### 12 janvier(mercredi)
- Cyclone Vania : une alerte orange déclenchée à 21h (heure locale) en Nouvelle-Calédonie[67],[68].
- Inondations au Sri Lanka : 18 morts et un million de sans-abri[69].
- En Australie, Brisbane assiégé par les eaux. Ces inondations ont fait 12 blessés et une dizaine de disparus[70].
- Aux États-Unis, un homme, Jason Griffith, découpe sa petite amie à coups de hache. Le corps de la jeune femme de 31 ans, Deborah Flores-Narvaez, découpé en morceaux et coulé dans du ciment a été retrouvé vendredi dernier au domicile de son petit ami à Los Angeles[71].
- Peines de prison requises contre trois femmes jugées pour "exploitation" d'enfants en Mauritanie[72].
- Des pluies torrentielles et mortelles touchent Rio de Janeiro, au Brésil. Les glissements de terrain dans ces favelas sont responsables de l'essentiel des quelque 95 décès constatés par la Défense civile[73].

### 13 janvier(jeudi)
- En France, Marine Le Pen visée par une enquête préliminaire ouverte par le parquet de Lyon pour « incitation à la haine raciale »[74].
  - Un séisme de magnitude 7,3 frappe au large des Îles Loyauté, en Nouvelle-Calédonie[75].
  - Un adolescent autiste de 15 ans maltraité dans un collège, en Haute-Vienne ; les auteurs filment la scène et la diffusent sur Facebook[76].
- Les inondations à Brisbane, en Australie menacent un millier d'habitations[77].
- En Suisse, la tour de Télévision suisse romande (TSR) à Genève évacuée vers 11h du matin à la suite d'une alerte à la bombe[78].
- 3 véhicules de l'ONU incendiés par les forces « pro-Gbagbo », à Abidjan, en Côte d'Ivoire[79].
- Pékin rejette l'invitation iranienne pour une visite de 2 centrales nucléaires basées à Téhéran[80].
- Au Brésil, les coulées de boue ont fait au moins 335 morts selon le dernier bilan officiel[81].
  - La présidente du Brésil Dilma Rousseff annonce un budget de 780 millions de réal pour les zones affectées par les inondations[82].
- AQMI revendique le rapt des deux français tués au Niger[83].
- Un bateau-citerne transportant de l'acide sulfurique chavire ce matin sur le Rhin, à la hauteur de Sankt Goar, en Allemagne. Deux membres d'équipage sont portés disparus[84].

### 14 janvier(vendredi)

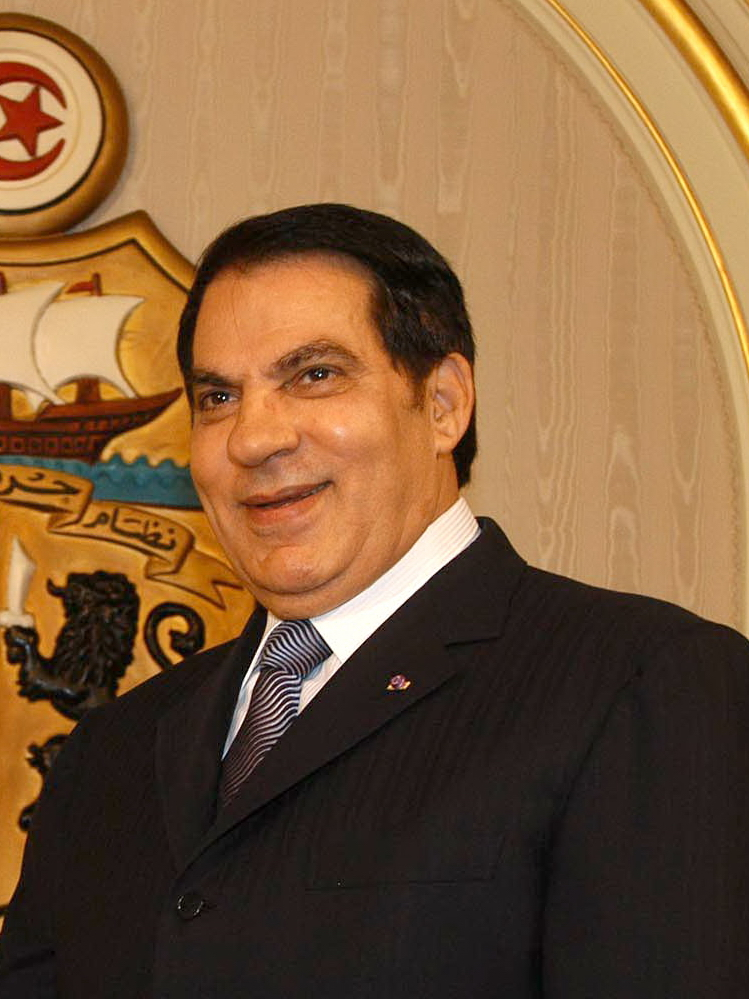
Zine El Abidine Ben Ali.

- À la suite de l'agitation populaire en Tunisie, son président, Zine el-Abidine Ben Ali, quitte son poste et le pays après 23 ans au pouvoir, laissant l’intérim au Premier ministre Mohamed Ghannouchi[85].

### 15 janvier(samedi)
- Tunisie : Mohamed Ghannouchi est remplacé en tant que président de la République à titre transitoire par le président de la chambre des députés Fouad Mebazaa[86].

### 16 janvier(dimanche)
- France : Marine Le Pen est élue présidente du Front national[87].

### 17 janvier(lundi)
- Israël : Ehud Barak quitte le parti travailliste pour créer un nouveau parti[88]

### 18 janvier(mardi)
- Quatre ministres du gouvernement provisoire de Tunisie quittent le gouvernement[89],[90].

### 23 janvier(dimanche)
- Le président de la République portugaise, Aníbal Cavaco Silva, candidat pour un second mandat de cinq ans à l'élection présidentielle, est reconduit dans ses fonctions avec un peu plus de 53 % des suffrages exprimés à l'issue du premier tour de scrutin. Un scrutin qui n'a cependant mobilisé qu'un électeur sur deux[91].

### 24 janvier(lundi)
- Russie : attentat à l'aéroport Domodiedovo proche de Moscou faisant 35 morts et plus de 130 blessés[92].

### 25 janvier(mardi)
- Égypte : manifestation pour la démission du président Hosni Moubarak faisant 3 morts[93].

### 28 janvier(vendredi)
- Révolution égyptienne : les Forces de la sécurité centrale adjointes aux chars de l'armée sont déployés au Caire.

### 29 janvier(samedi)
- Égypte : démission du gouvernement du président Hosni Moubarak et nomination d'un nouveau cabinet[94].
  - Omar Souleiman est nommé vice-président[95], une fonction plus occupée depuis l'arrivée au pouvoir du président Hosni Moubarak[96].

### 30 janvier(dimanche)
- Résultat du référendum d'autodétermination du Soudan du Sud : 98,83 % de suffrages en faveur de l'indépendance[97].

## Événements prévus
- 15 janvier :
  - L'Inspection générale des affaires sociales (IGAS) rend ses conclusions sur le Mediator qui aurait causé la mort de 1 500 personnes au moins entre 1975 et 2010.
- 19 janvier :
  - Début du procès en appel de Charles Pasqua dans l'affaire de l'Angolagate (jusqu'au 4 mars voire plus).
- 21 janvier :
  - Jean-Marie Messier connaîtra le jugement dans l'affaire Vivendi Universal le tribunal correctionnel de Paris.
- 22 janvier :
  - Remise des NRJ Music Awards au Midem de Cannes.
- 24 janvier :
  - Lancement de l'année internationale des forêts décrétée par l'assemblée générale des Nations unies[98]

## Culture

### Littérature

#### Livres sortis en France en janvier 2011

##### Romans
- L'Enfant allemand, Camilla Läckberg

### Musique
- 4 janvier : Le groupe britannique Pink Floyd gagne son procès contre le label EMI[99].

## Sport
- 27 janvier au 8 février
  - 25e Universiade d'hiver 2011 à Erzurum en Turquie.